# شخصية وجدانية مفرطة
يأتي مصطلح الشخصية الوجدانية المفرطة، أو المزاج المفرط (بالإنجليزية: Hyperthymic temperament)‏ من الكلمة في اللغة اليونانية القديمة ὑπέρ ("over"، وتعني هنا مفرط ) مع θυμός ("تعبير عن حالة معنوية مرتفعة")، وهي شخصية تتميز بمزاج إيجابي بشكل استثنائي، أو في بعض الحالات، بمزاج إيجابي بشكل غير طبيعي. يعرف بشكل عام من خلال زيادة الطاقة والحيوية والحماس لأنشطة الحياة، بدلاً من الاكتئاب.والمزاج المفرط مشابه للهوس الخفيف ولكنه أكثر استقرارًا منه.
تشمل سمات الشخصية الوجدانية المفرطة ما يلي:
- زيادة الطاقة والإنتاجية
- أنماط النوم القصيرة
- حيوية، انبساط النشاط
- الثقة بالنفس
- إرادة "عزيمة" قوية
- ثرثرة شديدة
- الميل إلى تكرار النفس
- المخاطرة / البحث عن الإثارة
- كسر الأعراف الاجتماعية
- الرغبة الجنسية القوية جدًا
- حب الاهتمام
- سهولة الشعور بالملل
- الكرم والميل إلى الإفراط في الإنفاق
- حساسية العاطفة
- البهجة والمرح
- دفء غير عادي
- التوسع العاطفي
- الدؤوب
- عدم القدرة على الكبت، لا يُمكن مقاومته، والخاصية المعدية

يتطور الفهم السريري والنفسي للمزاج المفرط. فقد اقترحت الدراسات أن الحالة المزاجية المفرطة قد تترافق مع الأداء الفعال للمهام المعقدة تحت ضغط الوقت أو الظروف القاسية. وعلى الرغم من هذا التوصيف الإيجابي، فإن المزاج المفرط يمكن أن يكون معقدًا مع نوبات اكتئاب تظهر بشكل أكثر مرونة من اضطراب ثنائي القطب، مثل اضطراب المزاج الدوري. تشير الأبحاث أيضًا إلى وجود علاقة وراثية عائلية بين المزاج المفرط واضطراب ثنائي القطب من النوع الأول.
بغض النظر عن المراجع في الكتابات التاريخية والحديثة حول مجموعة اضطرابات المزاج، هناك نقص في الأدبيات حول المزاج المفرط. وهناك عدم اتفاق على تعريفه، والآثار المترتبة عليه أو ما إذا كان مرضي.ومن غير المعروف مكان وضع المزاج المفرط في الطيف الوجداني [الإنجليزية].

## مقالات ذات صلة
- يوثيميا (دواء) [الإنجليزية]: مزاج مستقر، لطيف، هادئ، "طبيعي"
- سعادة
- اضطراب ثنائي القطب
- هوس أحادي القطب [الإنجليزية]